# Saint-Georges (Charente)
Saint-Georges é uma comuna francesa na região administrativa da Nova Aquitânia, no departamento de Charente. Estende-se por uma área de 2,25 km². Em 2010 a comuna tinha 50 habitantes (densidade: 22,2 hab./km²).